# FK Goražde
Der FK Goražde (Fudbalski Klub Goražde) ist ein Fußballverein aus Goražde in Bosnien und Herzegowina, der in der zweithöchsten Klasse des Landes spielt, der Prva Liga FBiH.

## Geschichte
Seit der Saison 2008/09 pendelt der Verein zwischen der Prva Liga, der zweithöchsten Spielklasse, und der Druga Liga, der dritthöchsten Spielklasse. Ein längerfristiger Verbleib in der Prva Liga konnte bisher nicht realisiert werden, so dass der FK Goražde ein gutes Beispiel für eine Fahrstuhlmannschaft ist. In der Saison 2014/15 versucht der Verein abermals in der zweithöchsten Spielklasse Fuß zu fassen.

## Erfolge
- Meister der Druga Liga: 2008/09, 2010/11, 2013/14